# 9. klasse
9. klasse er det afsluttende klassetrin i den danske folkeskole. Folkeskolen består af en 1-årig børnehaveklasse og en 9-årig grundskole (1.–9. klasse), samt en frivillig 10. klasse. Undervisningspligten i Danmark varer ti år og ophører ved udgangen af det skoleår, hvor eleven afslutter 9. klasse. Elever, der når 9. klasse, er typisk 15 – 16 år gamle, og skoleåret afsluttes med folkeskolens afgangseksamen, ofte kaldet “9. klasses afgangsprøve”, "Folkeskolens Prøver i 9. klasse (FP9)", eller “9. klasseprøven”.
En bestået afgangseksamen (mindst 2,0 i gennemsnit) er et adgangskrav til alle gymnasiale ungdomsuddannelser og erhvervsuddannelser.

## Historie
Tidligere indgik 6.–9. klasse i det såkaldte mellemskole-system. Fra 1903 var der i byområderne en 4-årig mellemskole mellem barneskolen og gymnasiet (omkring 11–15 år), svarende til 6.–9. klassetrin. Med skoleloven af 1937 blev der indført to parallelle mellemskoleformer – en eksamensfri (praktisk orienteret) og en eksamensmellemskole.
Begge mellemskoler blev dog afskaffet med folkeskoleloven af 1958, som indførte én samlet skolegang for alle børn. Samtidig blev det vedtaget, at folkeskolens grundskole (7.–9. klasse) skulle være ét udbudt forløb – i praksis 9-årig skolegang plus en frivillig 10. klasse.
Siden 1976 (folkeskolereformen) har folkeskolen været en 9-årig grundskole, og i 1993 blev denne struktur slået fast ved lov. Dermed er 9. klassetrin i dag det afsluttende trin i folkeskolen.

## Undervisning og fag
I 9. klasse følger eleverne en almindelig folkeskoleundervisning med obligatoriske fag og valgfag (også kaldet Fælles Mål). De obligatoriske fag omfatter blandt andet dansk, matematik, engelsk og naturfag, opdelt i fagblokke: humanistiske fag (sprog og kulturfag inkl. dansk), naturfagene (inkl. matematik) og praktisk-musiske fag.
Undervisningstimetallet for elever i 7.–9. klasse er fastsat til 1400 timer pr. skoleår. Ud over de obligatoriske fag skal eleverne vælge mindst ét valgfag for 7.–9. klassetrin – til sammen minimum 120 undervisningstimer årligt.
I 7. og 8. klassetrin tilbydes bl.a. håndværk og design (HDS), billedkunst, musik og madkundskab, og eleverne skal vælge én af disse valgfag.
I 9. klasse aflægger eleverne folkeskolens afsluttende prøver. Der er fem bundne prøvefag, som afvikles hvert år: mundtlig dansk, skriftlig dansk, skriftlig matematik, mundtlig praktisk/musiske valgfag og den mundtlige fællesprøve i fysik/kemi, biologi og geografi. Herudover udtrækkes en mundtlig udtræksprøve: i enten engelsk, tysk/fransk, historie, samfundsfag, kristendomskundskab, eller matematik. Eleverne kan også aflægge prøver i frivillige valgfag (for eksempel tysk, billedkunst eller musik) hvis de ønsker det og har gennemført undervisningen i disse. Undervisningen i 9. klasse omfatter desuden typisk en obligatorisk projektopgave.

## Afgangsprøve og afgangsbevis
Folkeskolens afgangseksamen består altså af de bundne prøver og de to udtræksprøver i 9. klasse (samt en praktisk/musisk prøve i 8. klasse). For at bestå eksamen skal gennemsnittet af karaktererne være mindst 2,0.
Ved afslutningen af 9. klasse udstedes et afgangsbevis, som dokumenterer elevens skolegang- og eksamensresultater. Afgangsbeviset indeholder oplysninger om deltagelse, standpunktskarakterer og resultaterne fra folkeskolens 9. klasse afgangsprøve.
En bestået eksamen giver adgang til ungdomsuddannelser: elever kan gå videre til gymnasiale uddannelser (gymnasium, HF m.v.) eller erhvervsuddannelser. For at få retskrav på gymnasial uddannelse kræves dog, at alle obligatoriske 9. klasseprøver er aflagt.
Elever, der ønsker mere faglighed eller modenhed, kan vælge at tage en 10. klasse eller gå på efterskole efter folkeskolen (Efterskole kan også tages i 9. klasse). Begge dele er frivillige og ikke en del af det obligatoriske skoleforløb.

## Internationalt
Begrebet 9. klasse relaterer til den afsluttende del af den grundlæggende skolegang og findes under forskellige navne i andre lande. For eksempel udgør den norske grunnskole 10-årig obligatorisk skolegang (1.–10. årstrin), hvoraf 8.–10. klassetrin hører til ungdomsskolen. 9. klassetrin svarer dermed til andet år i ungdomsskolen. I Sverige varer grundskoleforløbet 9 år (årskurserne 1–9), så svenske elever afslutter deres skolegang i 9. klassetrin omkring 15-årsalderen. I USA betegnes "9th grade" typisk som det første år i high school for 14–15-årige elever (freshmen). Også i andre lande er det afsluttende år af grundskolen ofte afgørende for adgang til videregående ungdomsuddannelse.